# Apostolska administratura
Apostolska administratura je crkvena upravna jedinica. Nije istovjetna biskupiji.
Osniva ju se samo u posebnim okolnostima, po pravilu teškim. Obično su to novonastale okolnosti. Razlozi mogu biti unutar Crkve, ali danas više prevladavaju političke okolnosti. Apostolsku administraturu obično se osnuje na određeno vrijeme i privremeno je rješenje. Osnivanje može biti i na neodređeno vrijeme, ali s ciljem da u nekoj budućnosti to rješenje preraste u nešto drugo.
Na čelu apostolske administrature je apostolski administrator. Imenuje ga papa. Apostolski administrator upravlja administraturom u papino ime na određeno ili neodređeno vrijeme. Vlast apostolskog administratora vikarna je sa svim ovlastima jednog dijecezanskog biskupa. Uvjet da bi osoba obnašala ovu dužnost je da bude svećenik, odnosno, ne mora biti biskup.